# Madanaiyakanahalli
Madanaiyakanahalli là một thị trấn thuộc taluk Bangalore North, huyện Bangalore Urban, bang Karnataka, Ấn Độ.